# Петрі Скріко
Петрі Калеві Скріко (фін. Petri Kalevi Skriko; 13 березня 1962, м. Лаппеенранта, Фінляндія) — фінський хокеїст, лівий/правий нападник. 
Вихованець хокейної школи СайПа (Лаппеенранта). Виступав за СайПа (Лаппеенранта), «Ванкувер Канакс», «Бостон Брюїнс», «Вінніпег Джетс», «Сан-Хосе Шаркс», «Кієкко-Еспоо», «Гернінг». 
В чемпіонатах НХЛ — 541 матч (183+222), у турнірах Кубка Стенлі — 21 матч (4+4). В чемпіонатах Фінляндії — 162 матчі (93+83), у плей-оф — 2 матчі (0+0).
У складі національної збірної Фінляндії провів 97 матчів; учасник зимових Олімпійських ігор 1984 і 1992 (14 матчів, 7+8), учасник чемпіонатів світу 1983, 1985 і 1987 (30 матчів, 7+5), учасник Кубка Канади 1987 і 1991 (11 матчів, 3+3). У складі молодіжної збірної Фінляндії учасник чемпіонатів світу 1981 і 1982. У складі юніорської збірної Фінляндії учасник чемпіонату Європи 1980.
Досягнення
- Чемпіон Данії (1994, 1995, 1997, 1998), бронзовий призер (1996)
- Володар Кубка Данії (1994, 1996, 1998).

Тренерська кар'єра
- Головний тренер ХК «Гернінг» (1999—2001)
- Помічник головного тренера СайПа (Лаппеенранта) (2001—02, СМ-ліга)
- Головний тренер СайПа (Лаппеенранта) (2002—04, СМ-ліга)
- Головний тренер ХК «Оденсе» (2005—06).